# Jakub Jiroutek
Jakub Jiroutek, né le 13 août 1977 à Broumov, est un sauteur à ski tchèque.

## Biographie
Jiroutek fait ses débuts dans la Coupe du monde en janvier 1994 à Liberec, où il marque ses premiers points avec une 26e place.
Il améliore ce résultat en 1996 aux Championnats du monde de vol à ski, terminant 21e. Deux ans plus tard, alors en manque de réussite dans l'élite, il se classe cinquième dans la Coupe du monde en vol à ski à Vikersund avec une cinquième place, soit son meilleur résultat à ce niveau.
Il est sélectionné pour les Championnats du monde 1999, où il ne peut faire mieux que 50e.
Il prolonge sa carrière sportive jusqu'en 2003.

## Palmarès

### Championnats du monde
| Épreuve / Édition | Ramsau 1999 |
| Petit tremplin    | 51e         |
| Grand tremplin    | 50e         |

### Championnats du monde de vol à ski
| Épreuve / Édition | Kulm 1996 | Vikersund 2000 | Harrachov 2002 |
| Individuel        | 21e       | 33e            | 27e            |

### Coupe du monde
- Meilleur classement général : 49e en 1998.
- Meilleur résultat individuel : 5e.

#### Classements généraux
| Compet'/Année | Compet'/Année | Classement général | Classement général |
| ------------- | ------------- | ------------------ | ------------------ |
| Compet'/Année | Compet'/Année | Class.             | Points             |
| 1994          | 1994          | 84e                | 5                  |
| 1996          | 1996          | 69e                | 19                 |
| 1997          | 1997          | 99e                | 2                  |
| 1998          | 1998          | 49e                | 51                 |
| 1999          | 1999          | 58e                | 29                 |
| 2002          | 2002          | 83e                | 4                  |